# Sommershausen (Ochsenhausen)
Sommershausen ist der Name eines Gehöfts auf der Gemarkung der Stadt Ochsenhausen im Landkreis Biberach in Oberschwaben.

## Lage
In der Liste der Orte im Landkreis Biberach wird Sommershausen als Gehöft aufgeführt. Sommershausen liegt oberhalb östlich des Rohrbachs, der in der Nähe von Wennedach in die Dürnach mündet, an der Kreisstraße 7527, die Reinstetten mit Maselheim verbindet.

## Beschreibung
Im Jahre 1548, als die Herrschaft Hürbel mit der Hochgerichtsbarkeit belehnt wurde, tauchte Sommershausen als deren „Zubehör“ auf. Später sind in einem Hürbler Dokument aus dem Jahre 1690 unter Sommershausen zwei Höfe verzeichnet. Diese beiden Höfe wurden zu einer Meierei zusammengefasst und 1840 zusammen mit dem Rittergut Hürbel Eigentum des Königreichs Württemberg veräußert. Das Königreich verkaufte 1848 Sommershausen an den kgl. Kammerherrn Baron Wilhelm von König-Warthausen. Danach befanden sich im Bestand der Gemarkung ein „Schloss im Tal“ und das „Neue Schloss“.

### Kirchliche Zuordnung
Sommershausen gehörte ursprünglich zur Pfarrei Hürbel. Im Jahre 1407 wurde Sommershausen nach Reinstetten eingepfarrt. Im Jahre 2012 war Sommershausen Bestandteil der Seelsorgeeinheit St. Benedikt Ochsenhausen im Dekanat Biberach, evangelischerseits zugehörig zum Kirchenbezirk Biberach und dort zur Kirchengemeinde Ochsenhausen.

### Schloss Sommershausen
In Sommershausen befindet sich ein kleines Schloss, das vom Freiherren von Koenig-Warthausen errichtet wurde. Das Schloss ist ein zweigeschossiger Putzbau mit Satteldach und Zwerchhaus, Dachreiter und gut überlieferter Ausstattung. Die Mauern wurden von 1900 bis 1906 errichtet, die eingebauten Türen, Fenster, das Treppenhaus und das Balkongeländer sind mehr als 250 Jahre alt.